# Vossische Zeitung
Vossische Zeitung var en tværregional anerkendt avis som blev etableret i Berlin i 1721. Avisen havde sin oprindelse i Berlinische Ordinaire Zeitung fra 1704. Vossische Zeitung repræsenterede det liberale borgerskabs politiske position. Den blev generelt anset som Tysklands nationale avis, på samme måde som The Times i Storbritannien og Le Temps i Frankrig. Vossische Zeitung blev forbudt og lukket i 1934 af det regerende nationalsocialistiske parti NSDAP.
Kendte medarbejdere på Vossische Zeitung omfatter bl.a. Gotthold Ephraim Lessing, Willibald Alexis, Theodor Fontane, Richard Lewinsohn, Kurt Tucholsky, Paul Schlesinger og Erich Maria Remarque.